# Xinbin
Xinbin  (en chino, 新宾; pinyin, Xīnbīn) es un condado autónomo bajo la administración directa de la ciudad-prefectura de Fushun en la provincia de Liaoning,al noroeste de la República Popular China. Limita al oeste con la provincia de Jilin, al norte de Qingyuan. Su área es de 4284 km² y su población total para 2010 superó los 250 mil habitantes.

## Administración
El condado autónomo de Xinbin se divide en 20 pueblos, que se administran en 10 poblados y 10 villas:
poblado:
- Xinbin (新宾镇)
- Xiayingzi (下营子镇)
- Dasiping (大四平镇)
- Shangjiahe (上夹河镇)
- Muqi (木奇镇)
- Pingdingshan (平顶山镇)
- Yongling (永陵镇)
- Weiziyu (苇子峪镇)
- Nanzamu (南杂木镇)
- Wangqingmen coreana (旺清门朝鲜族)

aldea:
- Xiajiahe (下夹河乡)
- Besisiping (北四平乡)
- Hongsheng (红升乡)
- Hongmiaozi (红庙子乡)
- Tangtu (汤图乡)
- Chengjiao (城郊乡)
- Xiangshuihezi (响水河子乡)
- Xiayuan (夏园乡)
- Yushu (榆树乡)
- Jiahe (嘉禾乡)

## Toponimia
El condado Xinbin originalmente se llamaba Xingjing (兴京 'fundar la capital') con el significado de "nacimiento", en virtud a que el Taizu (monarca fundador) de la dinastía Qing comenzó su gestión en Hetuala (la antigua Xinbin).
En los registro antiguos dice; "Para desarrollar el gran plan de nuestro emperador se reclutó una brigada de nuevos soldados para construir un fuerte, por eso lo llamaron el "Fuerte de los Nuevos (Xin) Soldados (Bing)", Xingbing.
La dinastía Yuan, se opuso al antiguo nombre de la dinastía Qing y quiso darle un nuevo significado. Debido a que la gente se fue asentando en el lugar y este fue atrayendo cada vez más visitantes, pasó a llamarse Xinbinbao (新宾堡) "el Fuerte de los Nuevos (Xin) Visitantes (Bin)", luego fue quitada la parte "Fuerte" (Bao).
Como las otras regiones autónomas, se caracteriza por estar asociada a un grupo étnico minoritario, en este caso, los manchús. La región recibió la condición de "autónomo" cuando se estableció el Condado autónomo manchú de Xinbin en 1985.

## Clima
Debido a su posición geográfica,los patrones climáticos en la siguiente tabla son los mismos de Qingyuan Manchú.
| Parámetros climáticos promedio de Xinbín (1971–2000) | Parámetros climáticos promedio de Xinbín (1971–2000) | Parámetros climáticos promedio de Xinbín (1971–2000) | Parámetros climáticos promedio de Xinbín (1971–2000) | Parámetros climáticos promedio de Xinbín (1971–2000) | Parámetros climáticos promedio de Xinbín (1971–2000) | Parámetros climáticos promedio de Xinbín (1971–2000) | Parámetros climáticos promedio de Xinbín (1971–2000) | Parámetros climáticos promedio de Xinbín (1971–2000) | Parámetros climáticos promedio de Xinbín (1971–2000) | Parámetros climáticos promedio de Xinbín (1971–2000) | Parámetros climáticos promedio de Xinbín (1971–2000) | Parámetros climáticos promedio de Xinbín (1971–2000) | Parámetros climáticos promedio de Xinbín (1971–2000) |
| Mes                                                  | Ene.                                                 | Feb.                                                 | Mar.                                                 | Abr.                                                 | May.                                                 | Jun.                                                 | Jul.                                                 | Ago.                                                 | Sep.                                                 | Oct.                                                 | Nov.                                                 | Dic.                                                 | Anual                                                |
| ---------------------------------------------------- | ---------------------------------------------------- | ---------------------------------------------------- | ---------------------------------------------------- | ---------------------------------------------------- | ---------------------------------------------------- | ---------------------------------------------------- | ---------------------------------------------------- | ---------------------------------------------------- | ---------------------------------------------------- | ---------------------------------------------------- | ---------------------------------------------------- | ---------------------------------------------------- | ---------------------------------------------------- |
| Temp. máx. media (°C)                                | −5.9                                                 | −1.8                                                 | 5.7                                                  | 15.8                                                 | 22.3                                                 | 26.5                                                 | 28.7                                                 | 27.9                                                 | 22.8                                                 | 15.3                                                 | 4.9                                                  | −3.2                                                 | 13.3                                                 |
| Temp. mín. media (°C)                                | −21.4                                                | −17.0                                                | −7.3                                                 | 1.1                                                  | 7.7                                                  | 14.0                                                 | 18.5                                                 | 17.1                                                 | 8.9                                                  | 0.7                                                  | −7.8                                                 | −16.9                                                | −0.2                                                 |
| Precipitación total (mm)                             | 7.1                                                  | 7.5                                                  | 19.3                                                 | 45.8                                                 | 64.3                                                 | 112.3                                                | 197.3                                                | 166.1                                                | 71.2                                                 | 47.7                                                 | 23.9                                                 | 11.2                                                 | 773.7                                                |
| Días de precipitaciones (≥ 0.1 mm)                   | 5.3                                                  | 5.8                                                  | 6.9                                                  | 9.4                                                  | 11.8                                                 | 15.0                                                 | 16.0                                                 | 14.0                                                 | 9.6                                                  | 8.4                                                  | 8.1                                                  | 6.0                                                  | 116.3                                                |
| Fuente: Weather China                                |                                                      |                                                      |                                                      |                                                      |                                                      |                                                      |                                                      |                                                      |                                                      |                                                      |                                                      |                                                      |                                                      |